# Victor Stupan
Victor Stupan (* 31. Januar 1907 in Sent, Kanton Graubünden; † 24. Februar 2002 in Chur) war ein Schweizer Lehrer und Schriftsteller.

## Leben
Victor Stupan wuchs mit acht Geschwistern in Sent im Unterengadin auf. Er absolvierte das Lehrerseminar in der Evangelischen Mittelschule Schiers. Dann folgte ein Studium an der Universität Zürich. Als Sekundarlehrer unterrichtete er in Schlarigna, Pontresina und Landquart. Von 1958 bis 1972 war er an der Bündner Kantonsschule in Chur tätig.
Stupan verfasste Bücher, Hörspiele sowie Beiträge für Zeitungen und Zeitschriften. Er schrieb im bündnerromanischen Idiom Vallader.

## Auszeichnungen
- 1976: Gesamtwerkspreis der Schweizerischen Schillerstiftung

## Werke

### Prosa
- Cla il pitschen. Istoria d’ün infant, Lavin 1935
- La chanzun persa, Zürich 1954 (OSL 485)
- Il gobin od otras tarabas, Samedan 1957
- La Lavera, Samedan 1974
- Il Sonch Flurin, Samedan 1976
- Terms, Samedan 1982

### Sachbücher
- Graubünden, 2 Bände, Genf 1972
- Monografia dal cumün da Sent, Chur 1975; 2. A. ebd. 1995
- Pontresina. Haupt, Bern 1979; 3. A. ebd. 1993, ISBN 3-258-04810-X (= Schweizer Heimatbücher 192)

### Lyrik
- Nüvlas, 1971
- Funtana, 1983

### Hörspiele
- Divorzi, Schweizer Radio DRS
- Eulalia m’ha guardà cun ögliada bunatscha e prusa, CRR 1979
- Il bastun, nach einer Erzählung von Karl Heinrich Waggerl